# Hauptstelle für Befragungswesen
Die Hauptstelle für Befragungswesen (HBW) war eine Legende des Bundesnachrichtendienstes (BND) zur Befragung von Aussiedlern und Spätaussiedlern, Flüchtlingen und Asylbewerbern, um Informationen von außen- und sicherheitspolitischer Bedeutung für die Bundesrepublik Deutschland zu gewinnen. Die Befragungen fanden auch zusammen mit ausländischen Nachrichtendiensten statt. Die Legende bestand in Verantwortung des BND von 1957 bis 2014.

## Geschichte
Das Befragungswesen unterstand zunächst den Westalliierten. Zum 1. Juli 1957 schuf der BND die Legende „Hauptstelle für Befragungswesen“. Im Kalten Krieg sollen viele hundert Mitarbeiter des BND unter HBW-Legende mit dem Befragungswesen beschäftigt gewesen sein. Dabei lag das Haupterkenntnisinteresse auf der DDR und den übrigen Warschauer-Pakt-Staaten.
Am 30. Juni 1990 endete die Befragung von DDR-Übersiedlern. Danach verlagerte sich der Schwerpunkt auf Asylbewerber und Flüchtlinge. In den 1990er Jahren wurden relevante Informationen über Russland, die Balkanstaaten, Syrien und den Irak erhoben.
Die Legende wurde zum 30. Juni 2014 aufgegeben.

## Struktur und Standorte
Die Hauptstelle für Befragungswesen/Zentralstelle für Befragungswesen war in circa 13 der zentralen Grenzdurchgangslager der Bundesrepublik aktiv. Bei der Hauptstelle für Befragungswesen waren 2012 52 Personen beschäftigt. Bekannt sind die folgenden Standorte:
- Berlin, Hohenzollerndamm 150[4]
- Friedland (Kreis Göttingen) „Gewölbe“ (Lager Friedland)
- Gießen Bundesamt für Migration und Flüchtlinge, Meisenbornweg 11[5]
- Hannover
- Mainz, Kurmainz-Kaserne, Generaloberst-Beck-Straße 1F
- Nürnberg, „Burg-Zinne“, Wielandstraße 27[6][7]

- Zirndorf

## Befragungspraxis
Das Interesse an der Befragung einer Person richtete nach deren vermuteten Wissen zu Zugängen. Für dessen Beurteilung war insbesondere das Herkunftsland sowie die berufliche und gesellschaftliche Stellung relevant. Themen von Interesse waren Politik einschließlich Lage der Opposition, Wirtschaft, Versorgungslage, Militär, Terrorismus, Rauschgift, Migration und Proliferation.
Die befragten Personen wurden intern Quellen des Befragungswesens (QUBEF) genannt. Die Abschöpfung war grundsätzlich rezeptiv, d. h. von vorhandenem Wissen. Bisweilen wurden sie auch als Quellen geworben und beschafften aktiv Informationen.
Von der HBW wurden Flüchtlinge und Asylbewerber sowie Aussiedler und andere Einwanderer über Gegebenheiten in ihren Heimatländern befragt, gelegentlich auch als  (Spione) angeworben. Im Fall des Flüchtlings Frank Möller soll dieser angeworben worden und im Auftrag des BND sogar in die DDR zurückgekehrt sein, um dort – zumindest laut seinem Geständnis bei Vernehmungen des MfS – Propaganda für den Westen zu betreiben.
Dabei tarnten sich die deutschen Mitarbeiter teilweise als „Praktikanten“ innerhalb der regulären Befragungen zum Asylgesuch. Abgefragt wurden Informationen über Personen aus dem terroristischen Milieu, Handynummern, Organisationsstrukturen von politischen und terroristischen Organisationen und weitere personenbezogene Informationen.
Ein prominentes Beispiel aus der Befragungspraxis war der Fall des aus dem Irak stammenden Ingenieurs Rafid Ahmed Alwan. Dieser kam im November 1999 mit einem Touristenvisum am Flughafen München an. Er beantragte politisches Asyl, da er nach eigenen Angaben irakische Staatsgelder falsch eingesetzt habe und deshalb bedroht sei. Er kam in das Zentrale Aufnahmelager Zirndorf und wurde dort von Mitarbeitern der HBW abgeschöpft. Er gab an, „Experte“ für chemische Waffen und Direktor einer Anlage zu deren Produktion in Djerf al Nadaf zu sein. Er berichtete auch von mobilen Anlagen zur Produktion chemischer Kampfstoffe.
Nach den Befragungen durch Mitarbeiter der Dienststelle stufte ihn der BND als „blau“ ein, was bedeutet, dass ihn keine Mitarbeiter befreundeter Dienste befragen dürfen. Alwan selbst weigerte sich auch, mit amerikanischen Geheimdiensten zu reden. Die Informationen des als „Curveball“ geführten Irakers wurden einem lokalen Team der Defense Intelligence Agency (DIA) übergeben, das es an sein Hauptquartier zur weiteren Analyse der Aussagen sandte. Die Berichte gingen dann an das Weapons Intelligence, Non-Proliferation and Arms Control Center (WINPAC) der Central Intelligence Agency (CIA). Dort entstanden die Computergrafikmodelle der angeblichen Anlagen zur Produktion von Chemiewaffen. Die Aussagen Alwans zu den angeblichen Massenvernichtungswaffen wurden von der Bush-Regierung für die Begründung des Kriegs herangezogen und seine Bekundungen von Colin Powell vor dem UN-Sicherheitsrat als Beleg für unerlaubte Waffenprogramme Bagdads angeführt. Eine offizielle Warnung, dass die Informationen möglicherweise nicht richtig seien, gab es von seiner Seite nicht.
Die HBW führte nach amtlichen Angaben aus 2013 jährlich 500 bis 1000 Vorgespräche mit Flüchtlingen und befragte anschließend 50 bis 100 von ihnen intensiv. Ein Schwerpunkt der Befragungen lag 2013 bei Flüchtlingen aus Somalia (Bürgerkrieg in Somalia), Afghanistan (Krieg in Afghanistan seit 2001) und Syrien (Bürgerkrieg in Syrien). Das Bundesinnenministerium teilte 2013 auf eine Anfrage der Linken zur Aufnahme von Syrern mit, dass derzeit jeden Monat etwa zehn Flüchtlinge von der HBW „kontaktiert“ würden.
Dolmetschern und Anwälten zufolge, die Asylbewerber betreuen, interessierte sich die Dienststelle vor allem für Flüchtlinge, die Angaben über mutmaßliche islamistische Terrorgruppen machen konnten.

## Kooperationen und Informationsweitergabe
An den Befragungen von Asylbewerbern nahmen teilweise auch Mitarbeiter der amerikanischer und des MI5 teil. Die aus den Befragungen gewonnenen Informationen wurden auch an andere ausländische Nachrichtendienste weitergegeben.
Laut Recherchen des NDR und der Süddeutschen Zeitung im November 2013 kann davon ausgegangen werden, dass die abgeschöpften Informationen durch US-Geheimdienste auch für den Einsatz von Kampf-Drohnen, zum Beispiel im Afghanistan-Einsatz, verwendet wurden. Nach Angaben eines früheren hochrangigen Pentagon-Mitarbeiters gegenüber der Süddeutschen flossen die Interview-Erkenntnisse in das „Zielerfassungssystem“ der US-Dienste ein. Selbst scheinbar nebensächliche Informationen konnten unter Umständen reichen, „ein Ziel zu bestätigen – und vielleicht auch dafür, einen Tötungsbefehl auszulösen“.
Laut den Medienrecherchen wurden Flüchtlinge von ausländischen Diensten teilweise ohne deutsche Kollegen befragt. In einer internationalen Fachzeitschrift berichtete ein Insider, die Hauptstelle sei Teil eines gemeinsamen Befragungsprogramms von Deutschland, Großbritannien und den USA gewesen.